# Allan McLeod Cormack

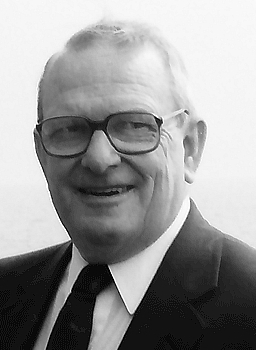
Allan McLeod Cormack (1984)

Allan McLeod Cormack (* 23. Februar 1924 in Johannesburg, Südafrika; † 7. Mai 1998 in Winchester (Massachusetts), USA) war ein südafrikanisch-US-amerikanischer Physiker. Er und Godfrey Hounsfield gelten als die (voneinander unabhängigen) Erfinder der Computertomografie.
Für ihre Forschungen zur Computertomografie wurden er und Hounsfield 1979 mit dem Nobelpreis für Physiologie oder Medizin ausgezeichnet.

## Leben und Werdegang
Cormack studierte Physik an der Universität Kapstadt und schloss das Studium 1944 als Bachelor of Sciences ab. Dort erwarb er anschließend (1945) einen Magisterabschluss in Kristallografie. Er arbeitete an der Universität Cambridge und kehrte anschließend wieder nach Kapstadt zurück, wo er einen Lehrauftrag erhielt. Während seiner Zeit in Cambridge lernte er die US-amerikanische Physikstudentin Barbara Seavey kennen, die er später heiratete.
Mit Seavey wanderte er in die Vereinigten Staaten aus. Nach einer Studienzeit an der Harvard-Universität trat er 1958 eine Professur an der Tufts University an. Obwohl sein Schwerpunkt die Teilchenphysik war, arbeitete er nebenbei auf dem Gebiet der Röntgentechnologie und entwickelte die theoretischen Grundlagen der Computertomografie. Die Ergebnisse wurden 1963 und 1964 im Journal of Applied Physics veröffentlicht, fanden aber keine weitere Beachtung, bis Hounsfield und seine Kollegen 1972 auf der Basis dieser beiden Arbeiten das erste Computertomografiegerät bauten. Für ihre jeweiligen Errungenschaften erhielten Cormack und Hounsfield 1979 gemeinsam den Nobelpreis. 1967 wurde er Fellow der American Physical Society, 1980 Mitglied der American Academy of Arts and Sciences, 1983 Mitglied der National Academy of Sciences.
Cormack starb 1998 mit 74 Jahren an einer Krebserkrankung.